# Бокс на летних Олимпийских играх 1904 — до 71,7 кг
Соревнования по боксу в весовой категории до 71,7 кг среди мужчин на летних Олимпийских играх 1904 прошли 22 сентября. Приняли участие два спортсмена из одной страны.

## Призёры
| Золото           | Серебро               | Бронза |
| Чарльз Майер США | Бенджамин Спредли США | —      |

## Соревнование
|  | Финал                   |        |
|  |                         |        |
|  |                         |        |
|  | Чарльз Майер (USA)      | ТНА    |
|  | Бенджамин Спредли (USA) | в 3 р. |